# Pavel Plehve
Pável Adámovich von Plehve (en ruso: Па́вел Ада́мович Пле́ве; Meshchovsk, Imperio ruso, 4 de marzo de 1850 - Moscú, Imperio ruso, 10 de abril de 1916) fue un general ruso que participó en la Primera Guerra Mundial. Era hermano de Viacheslav von Plehve.

## Biografía
Pavel Plehve era nieto de un inmigrante alemán que se había establecido en el Imperio ruso. Hermano de Viacheslav von Plehve (Wjatscheslaw (Slawa) von Plewne) sirvió en un regimiento ulano después de graduarse en la Academia Militar en 1877. Durante la guerra ruso-turca, Plehve sirvió como oficial de Estado Mayor del 13.ª División y después de la guerra trabajó en el Ministerio de Guerra de Bulgaria, regresando a Rusia en 1880.
A principios de la Primera Guerra Mundial se le dio el mando del Quinto Ejército Ruso que marchó a la Batalla de Galitzia y la defensa de Lodz. Al año siguiente fue traspasado al Duodécimo Ejército Ruso, participando en la Segunda Batalla de los lagos de Masuria en febrero de 1915. Posteriormente regresó al mando del Quinto Ejército aunque debido a su mala salud, Plehve fue nombrado inválido por el ejército en 1916, falleciendo ese mismo año.